# Groupe de NGC 5302
Selon A. M. Garcia, le groupe de NGC 5302 comprend au moins cinq galaxies situées dans les constellations du Centaure et de l'Hydre. Cependant, PGC 49095 ne fait sûrement pas partie de ce groupe, car cette galaxie est à environ 165 Mpc, beaucoup plus loin que les quatre autres galaxies. 
La distance moyenne quatre dernières galaxies du tableau Voie lactée est d'environ 60,9 Mpc (∼199 millions d'al). 

## Membres
Le tableau ci-dessous liste les cinq galaxies du groupe indiquées dans l'article de A.M. Garcia paru en 1993.
| Nom         | Constellation | Class.    | Type           | α (J2000.0)   | δ (J2000.0)  | Vitesse radiale (km/s) | m               | Distance (Mpc) | Diamètre (kal) |
| ----------- | ------------- | --------- | -------------- | ------------- | ------------ | ---------------------- | --------------- | -------------- | -------------- |
| NGC 5302    | Centaure      | SB0^+(s)? | Lenticulaire   | 13h 48m 49.7s | -30° 30′ 40″ | 3586 ± 15              | 12,1            | 56,9 ± 4,0     | 130            |
| NGC 5304    | Centaure      | E-SO,     | Lenticulaire   | 13h 50m 01.5s | -30° 34′ 42″ | 3718 ± 4               | 12,5            | 58,8 ± 4,1     | 171            |
| IC 4325     | Hydre         | SB?       | Spirale barrée | 13h 47m 39.6s | -29° 28′ 04″ | 3834 ± 7               | 13,8            | 60,6 ± 4,3     | 99             |
| MCG -5-33-5 | Centaure      | S0        | Lenticulaire   | 13h 47m 23.3s | -30° 25′ 02″ | 4310 ± 2               | 13,57 ± 0,09    | 67,6 ± 4,7     | 65             |
| PGC 49095   | Centaure      | S0        | Lenticulaire   | 13h 50m 09.6s | -31° 01′ 43″ | 11776 ± 25             | 10,996 ± 0,040a | 177 ± 12       | 126            |

- aDans le proche infrarouge.

Le site DeepskyLog permet de trouver aisément les constellations des galaxies mentionnées dans ce tableau ou si elles ne s'y trouvent pas, l'outil du site constellation permet de le faire à l'aide des coordonnées de la galaxie. Sauf indication contraire, les données proviennent du site NASA/IPAC.